# Nieobliczalny (film 2020)
Nieobliczalny (ang. Unhinged) – amerykański thriller z 2020 roku w reżyserii Derricka Borte, zrealizowany według scenariusza Carla Ellswortha. W rolach głównych wystąpili: Russell Crowe, Caren Pistorius, Gabriel Bateman, Jimmi Simpson oraz Austin P. McKenzie.

## Fabuła
Film przedstawia historię Rachel, która spiesząc się do pracy, utknęła w miejskich korkach. W trakcie jazdy dochodzi do konfrontacji z agresywnym kierowcą, który na skutek drobnego incydentu drogowego postanawia ją prześladować. Zwykły konflikt drogowy przeradza się w brutalną walkę o przetrwanie, w której Rachel i jej bliscy stają się ofiarą napastnika.

## Obsada
- Russell Crowe jako Tom Cooper, psychopata
- Caren Pistorius(inne języki) jako Rachel Flynn, matka Kyle
- Gabriel Bateman(inne języki) jako Kyle Flynn, syn Rachel
- Jimmi Simpson jako Andry, przyjaciel Rachel oraz adwokat
- Austin P. McKenzie(inne języki) jako Fred, brat Rachel
- Juliene Joyner jako Mary, dziewczyna Freda
- Stephen Louis Grush jako Leo, klient stacji benzynowej
- Anne Leighton jako Deborah Haskell, klientka Rachel
- Michael Papajohn jako Homer
- Lucy Faust(inne języki) jako Rosie
- Devyn Tyler(inne języki) jako pani Ayers
- Samantha Beaulieu jako Cashier
- Andrew Morgado(inne języki) jako Richard Flynn, były mąż Rachel, ojciec Kyle